# Brunfelsia pluriflora
Brunfelsia pluriflora är en potatisväxtart som beskrevs av Ignatz Urban. Brunfelsia pluriflora ingår i släktet Brunfelsia och familjen potatisväxter. Inga underarter finns listade i Catalogue of Life.